# ديبرا ستيفنسون
ديبرا ستيفنسون (بالإنجليزية: Debra Stephenson)‏ هي ممثلة بريطانية، ولدت في 4 يونيو 1972 في كينغستون أبون هال في المملكة المتحدة.

## وصلات خارجية
- ديبرا ستيفنسون على موقع IMDb (الإنجليزية)
- ديبرا ستيفنسون على موقع ميوزك برينز (الإنجليزية)
- ديبرا ستيفنسون على موقع ديسكوغز (الإنجليزية)